# Södra Bråviken
Södra Bråviken este o arie protejată (arie de protecție specială avifaunistică — SPA) din Suedia întinsă pe o suprafață de 1.455,5 ha, integral pe uscat.

## Localizare
Centrul sitului Södra Bråviken este situat la coordonatele 58°37′54″N 16°29′26″E / 58.6316°N 16.4906°E.

## Înființare
Situl Södra Bråviken a fost declarat arie de protecție specială avifaunistică în aprilie 2004 pentru a proteja 11 specii de animale.

## Biodiversitate
Situată în ecoregiunile boreală și marină baltică, aria protejată nu include niciun habitat protejat.
La baza desemnării sitului se află mai multe specii protejate de  păsări (11): gâscă cenușie (Anser anser), gâscă de semănătură (Anser fabalis), rață-cu-cap-castaniu (Aythya ferina), rața moțată (Aythya fuligula), gâsca canadiană (Branta canadensis), Branta leucopsis, lișiță (Fulica atra), Phalacrocorax carbo sinensis, pescăriță mare (Sterna caspia), chiră de baltă (Sterna hirundo), Sterna paradisaea.